# Greigia sodiroana
Greigia sodiroana är en gräsväxtart som beskrevs av Carl Christian Mez. Greigia sodiroana ingår i släktet Greigia och familjen Bromeliaceae. IUCN kategoriserar arten globalt som nära hotad.
Artens utbredningsområde är Ecuador. Inga underarter finns listade i Catalogue of Life.